# Studio Gallop
A Studio Gallop Co., Ltd (株式会社ぎゃろっぷ; Kabusikigaisa Gjaroppu; Hepburn: Kabushikigaisha Gyaroppu) vagy Gallop japán animációsfilm-stúdió, amelyet 1978 decemberében alapítottak. A stúdió nevéhez olyan népszerű animesorozatok fűződnek, mint a Ruróni Kensin, a Yu-Gi-Oh! vagy az Eyeshield 21.

## Munkái

### Televíziós animesorozatok

#### Gyártás
- Touch (1985–1987)
- Tekkamen vo oe! Dartanyan monogatari jori (1987)
- Kiteretsu daihjakka (1988–1996)
- Gaki deka (1989–1990)
- Miracle Giants Dome-kun (1989–1990)
- Tanken gobrin tou (1990–1991)
- Gendzsi Cúsin Agedama (1991–1992)
- Hime-csan no Ribbon (1992–1993)
- Akazukin Chacha (1994–1995)
- Kocsira Kacusika-ku Kameari kóen-mae hasucudzso (1996–2008)
- Kodomo no omocsa (1996–1998)
- Ruróni Kensin (1996–1997)
- Anime TV de hakken! Tamagoccsi (1997–1998)
- Initial D (1998)
- Odzsarumaru (1998–)
- Transformers: Robots in Disguise (2000)
- Yu-Gi-Oh! Duel Monsters (2000–2004)
- Legendz jomigaeru rjúó denszecu (2004–2005)
- Morizo to kikkoro (2004–2005)
- Yu-Gi-Oh! Duel Monsters GX (2004–2008)
- Animal jokocsó (2005–2006)
- Eyeshield 21 (2005–2008)
- Hataraki Man (2006)
- Yu-Gi-Oh! 5D's (2008–2011)
- Mainicsi kaaszan (2009–2012)
- Yu-Gi-Oh! Zexal (2011–)
- Yu-Gi-Oh! Zexal II (2012–2014)
- Yu-Gi-Oh! Arc-V (2014–)

#### Fényképezés
- Chikkun Takkun
- Mister Adzsikko
- Ruróni Kensin
- Kiteretsu daihjakka

### OVA-k
- Icsi pound no fukuin
- Kenricu csikjú bóeigun
- To-y

### Filmek

#### Gyártás
- Kiki – A boszorkányfutár
- Ruróni Kensin
- Uruszei Jacura: Only You
- Uruszei Jacura: Remember My Love
- Yu-Gi-Oh! – A mozifilm
- Yu-Gi-Oh!: Csójúgó! Toki o koeta kizuna

#### Fényképezés
- Kanodzso no omoide
- Taihó no macsi
- Kamui no ken
- Street Fighter II Movie

#### Fázisrajzolás
- Laputa – Az égi palota
- Ginga tecudó no joru